# Вања Чобанов
Вања Чобанов (Сента, СФРЈ, 26. август 1967) је српски књижевник.

## Биографија
Одрастао је на северу Војводине у малом банатском месту Чоки. Након средње школе у Сенти и студија на правном факултету у Крагујевцу оснива породицу. Отац је Јована, Невена и Дуње. Живи у Немачкој.

## Радови

### Романи
- Ако је до мене ( 2010, Каирос )
- Remedy for love ( 2011, Лагуна )
- Ready to wear ( 2012 , Лагуна )
- Ноћ ми те дугује ( 2014, Чаробна књига )
- Људи који седе у тами ( 2015, Чаробна књига )
- Кад слеп човек плаче ( 2017, Прометеј )

### Књига прича
- Време које се никад више поновити неће ( 2012, Литера )
- Венеција у равници ( 2014, Чаробна књига )

### Поезија
- Ћутим те ( 2020 , Прометеј )

### Сценарији
- Документарни филм Богдан Дунђерски
- филм и ТВ серију Santa Maria della Salute[1]
- Шнајдер

### Мјузикл
- Пало иње пао снег[2]